# Казујоши Накамура
Казујоши Накамура (јап. 中村 一義; Шизуока, 8. април 1955) бивши је јапански фудбалер.

## Каријера
Током каријере је играо за Фуџицу.

## Репрезентација
За репрезентацију Јапана дебитовао је 1979. године. За тај тим је одиграо 5 утакмица и постигао 1 гол.

## Статистика
| Јапан  | Јапан   | Јапан  |
| Година | Наступи | Голови |
| ------ | ------- | ------ |
| 1979.  | 5       | 1      |
| Укупно | 5       | 1      |